# Potamochoerus larvatus
El potamoquero de río (Potamochoerus larvatus) es una especie de mamífero artiodáctilo de la familia Suidae. Es una de las dos especies que forman el género Potamochoerus. Se distribuyen desde el Cuerno de África hasta Natal y han sido introducidos por el hombre en Madagascar y las islas Comoras.

## Descripción
Los adultos miden 66-100 cm (26-39 pulgadas) de alto y pesan 55-150 kg (121-331 libras). Se asemejan al cerdo doméstico, y pueden ser identificados por su hocico, ojos pequeños y puntiagudos, orejas peludas y pies con hebillas. Su color varía desde marrón rojizo a marrón oscuro y se vuelve más oscura con la edad. Ambos sexos tienen una melena de color más claro que se eriza cuando el animal se agita. Las partes superiores de la cara y las orejas también son de color más claro. Sus colmillos afilados son bastante cortos y poco visibles. A diferencia de los facoceros, corren con la cola hacia abajo. Los machos son generalmente más grandes que las hembras.
Suelen vivir en grupos de 12 individuos y son animales nocturnos

## Dieta
Son omnívoros y su dieta incluye raíces, cultivos o carroña, así como los corderos recién nacidos. Suelen gruñir suavemente mientras se alimentan y hacen un gruñido largo y resonante como llamada de alarma. Son una molestia significativa en las regiones agrícolas de África del Sur, y se cazan bastante. Sin embargo, su población en las zonas agrícolas sigue creciendo a pesar de los esfuerzos de caza, debido al terreno en gran parte innaccesible, a la abundancia de alimentos, a la falta de depredadores, y a su rápida capacidad de adaptación a los métodos de caza.

## Distribución
Se distribuye en un amplio rango, como en Etiopía y Somalia, sureste de República Democrática del Congo y hacia el sur como en Sudáfrica. También los hay en Madagascar y posiblemente, en el archipiélago de las Comoras. No se sabe cómo llegó a estas islas, pero probablemente fue llevado allí por los seres humanos, posiblemente después de un período de domesticación.

## Subespecies
Cuenta con seis subespecies:
- Potamochoerus larvatus larvatus
- Potamochoerus larvatus edwardsi
- Potamochoerus larvatus hassama
- Potamochoerus larvatus koiropotamus
- Potamochoerus larvatus nyasae
- Potamochoerus larvatus somaliensis